# Civil Aeronautics Board
Das Civil Aeronautics Board (CAB) war eine Behörde der US-Bundesregierung, die 1938 eingerichtet und 1985 aufgelöst wurde. Das CAB war eine Regulierungsbehörde für den Betrieb von Fluggesellschaften einschließlich des Linienflugverkehrs. Des Weiteren war es für Flugunfalluntersuchungen zuständig. Die Hauptverwaltung befand sich in Washington, D.C.

## Aufgaben
Die primäre Aufgabe des CAB war die Regulierung des gewerblichen Luftverkehrs in den Vereinigten Staaten. Dafür kontrollierte die Behörde alle, in den Vereinigten Staaten zugelassenen Fluggesellschaften und entschied, welche Routen durch welche Fluggesellschaft bedient wurden. Außerdem legte sie Mindestgrenzen für Ticketpreise fest. Dadurch konnte der Wettbewerb der Fluggesellschaften effektiv kontrolliert und der Anschluss von bestimmten Gebieten der USA an den Luftverkehr sichergestellt werden.
Während die Regulierung durch das CAB einen freien Wettbewerb verhinderte, stellte sie den Betrieb existierender Fluggesellschaften sicher und vermied zum einen Überangebote und zum anderen Passagierknappheiten auf bestimmten Routen. Des Weiteren sicherte es, teilweise durch Genehmigungen für den Transport von Luftpost, den Anschluss von Gemeinden an den Luftverkehr, die sonst nur wenig oder gar nicht erreicht worden wären. Um seine Ziele zu erreichen, war das CAB befugt, Fluggesellschaften zu subventionieren.
Außerdem regulierte das CAB Fusionen und Unternehmenskooperationen in der Luftfahrtindustrie und verhinderte irreführende Geschäftspraktiken und unlauteren Wettbewerb.

## Geschichte
Die Behörde wurde als Civil Aeronautics Authority durch den Civil Aeronautics Authority Act von 1938 eingerichtet. Im Zuge der Fusion mit dem  ebenfalls 1938 gegründeten Air Safety Board im Jahr 1940 wurde der Name geändert. Durch die Reorganization Plans III und IV wurde sie am 30. Juni 1940 zu einer unabhängigen Behörde.
Weitere Vorgängerorganisationen waren unter anderem der Aeronautics Branch (1926–1934), das Bureau of Air Commerce (1934–1938) und die Interstate Commerce Commission des Bureau of Air Mail (1934–38). Im Jahr 1940 untersuchte die Behörde mit dem Absturz von Pennsylvania-Central-Airlines-Flug 19 zum ersten Mal einen Flugunfall.
Im Jahr 1958 wurden einige Aufgaben des CAB an die Federal Aviation Agency übergeben und 1967 übernahm das neu gegründete National Transportation Safety Board (NTSB) die Untersuchung von Flugunfällen. Während der Amtszeit von US-Präsident Jimmy Carter und seines Wirtschaftsberaters, des Vorsitzenden des CAB Alfred Kahn wurde das CAB Ende der 1970er Jahre zum Ziel einer frühen Deregulierungsbewegung. Der Airline Deregulation Act aus dem Jahr 1978 besiegelte das Ende des Civil Aeronautics Board, das schließlich am 1. Januar 1985 aufgelöst wurde. Die verbleibenden Aufgaben wurden zum größten Teil an das Verkehrsministerium übergeben. Einen kleinen Teil übernahm der United States Postal Service.

## Sitz

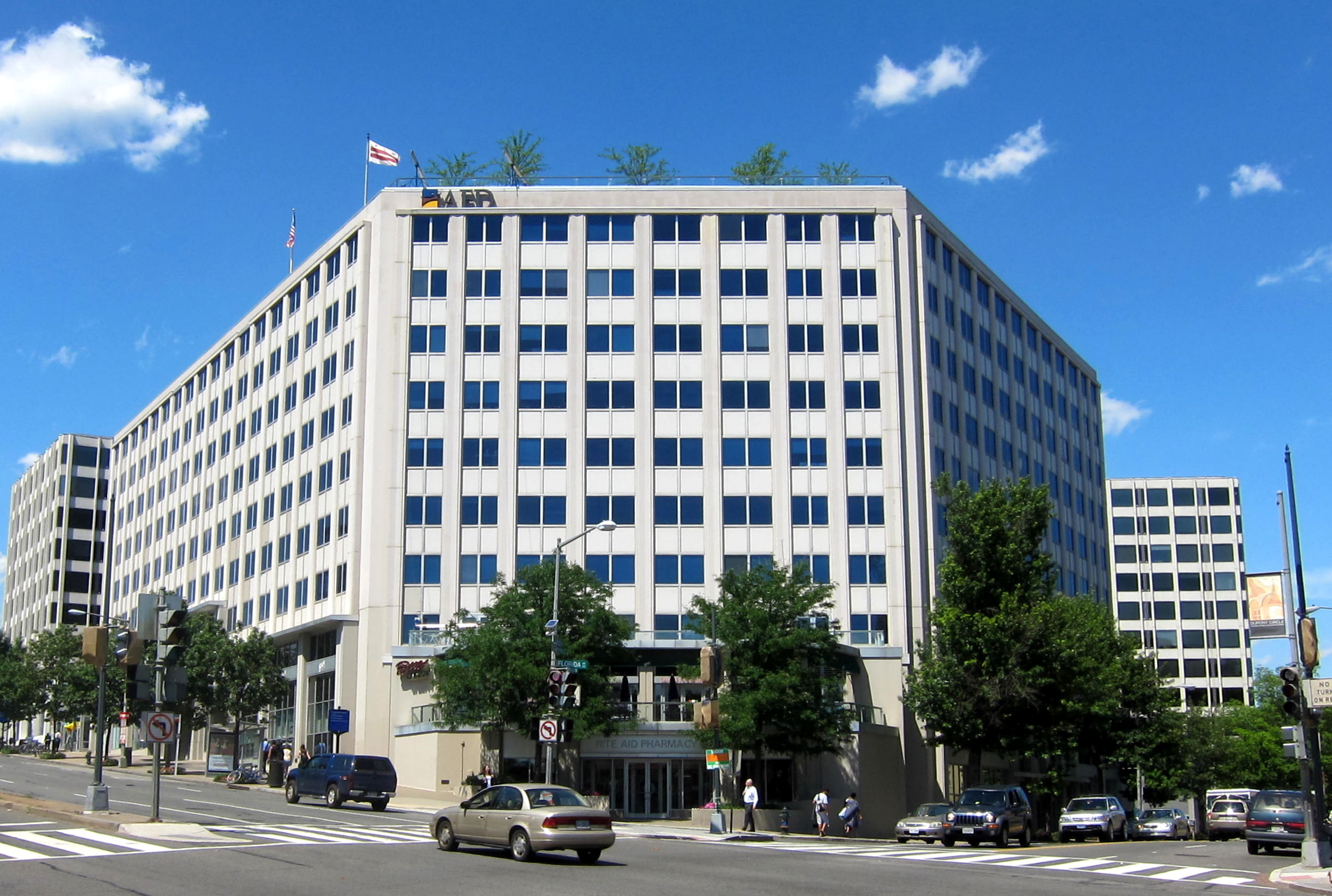
Das Universal South Building an der Connecticut Avenue NW 1825, ehemaliger Sitz des Civil Aeronautics Board

Die Behörde hatte ihren Sitz im Universal Building im Dupont Circle in Washington, D.C. Dort war sie im Mai 1959 eingezogen, nachdem sie zuvor im Herbert C. Hoover Building untergebracht war.